# Got Live if You Want It! (álbum)
Got Live if You Want It! es el primer álbum en vivo de la banda de rock británico The Rolling Stones. Fue lanzado en Estados Unidos a fines de 1966. En ese tiempo el álbum no fue publicado oficialmente en el Reino Unido, por el contrario, el mercado británico ya tenía disponible en el mercado el EP Got Live If You Want It, nombre que fue usado para este álbum. 

## Grabación y lanzamiento
El álbum es el resultado de las exigencias del contrato con el distribuidor estadounidense London Records, y por ello la banda no se mostró contenta con su lanzamiento. Posteriormente ellos lo desautorizaron y argumentaron que Get Yer Ya-Ya's Out! (1970) era su verdadero álbum en vivo. La actuaciones capturadas en el álbum fueron a principios de 1966 en Newcastle upon Tyne y Bristol, durante su última gira por el Reino Unido, aunque en el álbum se afirma que fueron en el Royal Albert Hall.
A pesar de que los Stones entraron al estudio en octubre de 1966 para reparar las imperfecciones, Got Live If You Want It! fue considerado como un documento en vivo pobre y de baja calidad. Además, para completar el álbum, se agregaron "Fortune Teller" y "I've Been Loving You Too Long", que ni siquiera eran grabaciones en directo, sino que fueron editadas en estudio agregando gritos de chicas. Con todo, ya con el paso del tiempo, el álbum se fue considerando mejor, ya que era un documento histórico de una época de la que apenas existen grabaciones en directo del grupo.
El álbum se publicó en diciembre, ya que acercaba el fin de las sesiones del disco Between the Buttons. Alcanzó el puesto #6 en los Estados Unidos. En el Reino Unido Decca Records publicó el LP como Have You Seen Your Mother Live! por efectos de importación, mientras King Records Japón publicó el mismo LP bajo el título Hits LIVE. En agosto del 2002 Got Live If You Want It! se remasterizó y publicó en los formatos CD y SACD digipak por ABKCO Records para todos los mercados.

## Lista de canciones
Todos los temas escritos por Mick Jagger y Keith Richards, excepto donde se indique.
Cara uno
- Introducción de Long John Baldry

1. "Under My Thumb" – 2:54
2. "Get Off Of My Cloud" – 2:54
3. "Lady Jane" – 3:08
4. "Not Fade Away" (Buddy Holly/Norman Petty) – 2:04
5. "I've Been Loving You Too Long" (Otis Redding/Jerry Butler) – 2:55
  - Grabada en estudio el 11 de mayo de 1965 con gritos editados.
6. "Fortune Teller" (Naomi Neville) – 1:57
  - Grabada en estudio el 8 de agosto de 1963 con gritos editados.

Cara 2
1. "The Last Time" – 3:08
2. "19th Nervous Breakdown" – 3:31
3. "Time Is on My Side" (Norman Meade) – 2:49
4. "I'm Alright" (Nanker Phelge) – 2:27
  - Una versión alternativa de esta canción se publicó en para el Reino Unido en el EP Got Live If You Want It! y para los Estados Unidos en Out of Our Heads.
5. "Have You Seen Your Mother, Baby, Standing in the Shadow?" – 2:19
6. "(I Can't Get No) Satisfaction" – 3:05

## Músicos
- Mick Jagger - voz solista, percusión
- Keith Richards - guitarra solista, voces
- Brian Jones - guitarras, voces, armónica
- Charlie Watts - batería
- Bill Wyman - bajo

## Listas de éxito

### Álbum
| Año  | Lista                | Posición |
| ---- | -------------------- | -------- |
| 1966 | Billboard Pop Albums | 25       |
| 1967 | Billboard Pop Albums | 6        |

- Datos: Q1753032